# Danel Holton
Danel Holton (* 21. Juli 1994) ist eine südafrikanische Sprinterin.

## Sportliche Laufbahn
Erste Erfahrungen bei internationalen Meisterschaften sammelte Danel Holton 2019 bei den Afrikaspielen in Rabat, bei denen sie im 400-Meter-Lauf mit 56,91 s in der ersten Runde ausschied und mit der südafrikanischen 4-mal-400-Meter-Staffel in 3:41,17 s Rang fünf belegte.
2019 wurde Holton südafrikanische Meisterin im 400-Meter-Lauf.

## Persönliche Bestzeiten
- 400 Meter: 54,03 s, 27. April 2019 in Germiston